# 검은군부
검은군부(영어: black chiton)는 신군부목 따가리과 검은군부속에 속하는 군부 종이다.
러시아 캄차카반도에서 알류샨열도를 거쳐 미국 캘리포니아 남부까지 거주한다고 알려져 있으나 정확한 측량은 이루어진 바 없다.